# Don Juanito
Don Juanito är en ort i Mexiko.   Den ligger i kommunen Mulegé och delstaten Baja California Sur, i den västra delen av landet, 1 700 km nordväst om huvudstaden Mexico City. Don Juanito ligger 67 meter över havet och antalet invånare är 484.
Terrängen runt Don Juanito är platt.  Trakten runt Don Juanito är nära nog obefolkad, med mindre än två invånare per kvadratkilometer. Närmaste större samhälle är Villa Alberto Andrés Alvarado Arámburo, 6,9 km öster om Don Juanito. Omgivningarna runt Don Juanito är i huvudsak ett öppet busklandskap.